# Joaquín Murieta

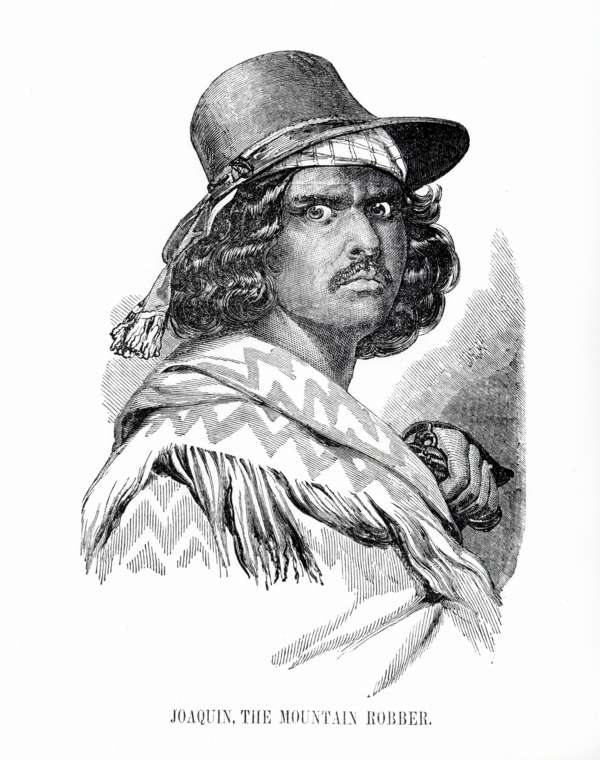
Joaquín Murieta
(artysta nieznany, ok. 1848)

Joaquín Murieta (również pisany jako Murrieta lub Murietta, ur. 1829 w Hermosillo lub na ranczu Tapizuelas w Pueblo de Murrieta, dzisiejsza gmina Álamos, zm. 25 lipca 1853) – półlegendarna postać, kalifornijski banita z okresu tzw. gorączki złota w San Francisco.
Po publikacji powieści Johna Ridge'a pt. The Life and Adventures of Joaquín Murieta: The Celebrated California Bandit w 1854 roku pojawiły się legendy o osławionym bandycie w Kalifornii podczas kalifornijskiej gorączki złota w latach pięćdziesiątych XIX wieku, ale dowodów na istnienie historycznego Murriety jest niewiele. Ówczesne dokumenty odnotowują zeznania z 1852 roku dotyczące drobnego złodzieja koni o tym imieniu. Gazety donosiły o bandycie o imieniu Joaquin, który okradł i zabił kilka osób w tym samym czasie. Członek ówczesnych kalifornijskich organów ścigania (California Rangers) o imieniu Harry Love został przydzielony do wytropienia Murriety i podobno przyniósł jego głowę w zamian za nagrodę.

## Joaquin Murrieta w literaturze, sztuce i mediach
- jako bohater powieści Johna Ridge'a The Life and Adventures of Joaquín Murieta: The Celebrated California Bandit z 1854
- jako pierwowzór Zorro[5][6]
- jako bohater rock-opery Aleksieja Rybnikowa Gwiazda i śmierć Joaquína Muriety (ros. Звезда и смерть Хоакина Мурьеты)[potrzebny przypis]